# Путилин, Иван Дмитриевич
Ива́н Дми́триевич Пути́лин (8 [20] мая 1830, Новый Оскол, Курская губерния — 18 ноября 1893, Новоладожский уезд, Санкт-Петербургская губерния) — первый начальник сыскной полиции Санкт-Петербурга.
Первый фильм о Путилине вышел ещё до революции и назывался «Сонька Золотая ручка».
Провёл тысячи расследований. Действительный статский советник (06.12.1874). Был в отставке с 1 февраля 1875 года по 3 июня 1878 года и с 31.07.1881 по 01.04.1883 года. Тайный советник (04.05.1889).
Незадолго до смерти закончил биографическую книгу «Сорок лет среди грабителей и убийц»

## Биография
Родился 8 (20) мая 1830 года в Новом Осколе Курской губернии, в семье бедного коллежского регистратора. Жил бедно, нуждался. Окончил четырёхгодичное Новоосколское уездное училище и перебрался в Санкт-Петербург. Старший брат Василий помог ему устроиться на работу в хозяйственный департамент Министерства внутренних дел 31 октября 1850 года. Сдав экстерном экзамены за гимназический курс в Петербургском университете, он 31 декабря 1853 года получил аттестат, что давало ему право на присвоение первого классного чина коллежского регистратора.
13 декабря 1854 года Путилина по его прошению перевели в штат Санкт-Петербургской полиции и назначили младшим помощником надзирателя в 4-й квартал 1-й Адмиралтейской части (приказ обер-полицмейстера Санкт-Петербурга за № 243 от 18 декабря 1854 года), в 1855 году переведён во 2-й квартал 3-й Адмиралтейской части (приказ от 31 июля 1855 года за № 164),  в 1856 году — в старшие помощники квартального надзирателя (приказ № 111 от 28 мая 1856 года).
28 февраля 1858 года Путилину было поручено исполнение должности квартального надзирателя 3-го квартала 3-й Адмиралтейской должности[прояснить], 28 июля 1858 года он был в этой должности утвержден.
В августе 1858 года 28-летнего Путилина  ночью остановили четыре человека в масках, отобрали всё, что у него было и едва не убили. Путилин был разгневан и в то время даже не думал благодарить судьбу  за спасение. Он скрыл это происшествие от коллег по работе и расследовал самостоятельно.
5 октября 1862 года Путилина перевели из петербургской полиции в Министерство внутренних дел. Вплоть до октября 1866 года он входил в состав следственной комиссии, которая разбиралась со злоупотреблениями в изготовлении и торговле золотыми и серебряными вещами. 31 декабря 1866 года приказом Санкт-Петербургского обер-полицмейстера Ф. Ф. Трепова Путилин был временно назначен начальником только что созданной сыскной полиции. 1 августа 1867 года утверждён в должности начальника Санкт-Петербургской сыскной полиции.
Путилин стал знаменитым в 1867 году после громкого дела «Братьев фальшивомонетчиков Пуговкиных», сбывавших за год около полумиллиона фальшивок. Для того, чтобы выйти на след преступников, Путилину пришлось пять раз менять образ и переодеваться. После поимки обвиняемые наняли лучших адвокатов, но все же проиграли дело и были отправлены на каторгу.
Путилин также участвовал и в политических делах, таких как дело Чернышевского, но известность ему принесла борьба с уголовным миром.
Любимым образом для перевоплощения у Путилина был чернорабочий. Именно им он пользовался для того, чтобы изучать нравы уголовного мира. Однако в его арсенале были и такие образы, как бродяга, священник и купец. На счету Путилина были сотни раскрытых дел. Никогда не применял рукоприкладство по отношению к подозреваемым.
В 1883 году был попечителем Пчевской земской школы, в которой обучались 44 мальчика и 19 девочек.
После отставки в 1889 году поселился в усадьбе в Новоладожском уезде. Незадолго до смерти написал воспоминания «Сорок лет среди грабителей и убийц». Скончался 18 ноября 1893 года от «инфлюэнца» с острым отёком лёгких. Похоронен 22 ноября на кладбище при Пчевской церкви в Новоладожском уезде Санкт-Петербургской губернии, расположенном на берегу реки Волхов, ныне — посёлок Пчева Киришского района Ленинградской области; кладбище не сохранилось. Имущество Путилина было продано с молотка, детям остались только отцовские записи.
По воспоминаниям местных жителей, церковь была разрушена в 1930-х годах, от неё остался только фундамент, вровень с землёй; рядом выстроено здание местного Дома культуры по типовому советскому проекту. На кладбище была часовня, у которой, предположительно, находилась могила Путилина, До Великой Отечественной войны в часовне располагалась колхозная конюшня. Во время оккупации германскими войсками в часовне, предположительно, располагался штаб батальона вермахта. При прорыве блокады Ленинграда, в результате артподготовки, произведенной РККА, часовня и кладбище были полностью разрушены. В настоящее время на этой территории находятся садово-огородные участки местных жителей.

## Семья
Дочь — Евгения Ивановна Путилина (10.04.1860 — 12.09.1883), в 1882 г. вышла замуж за поручика Уланского полка Анатолия Игнатьевича Кельчевского (с 1913 г. — генерал-лейтенант в отставке). И. Д. Путилин был поручителем на венчании со стороны невесты. Умерла 12 сентября 1883 г., вероятно, родами.
Внук — Кельчевский Евгений Анатольевич (1883, Санкт-Петербург — 26.08.1935, Париж), полковник Генерального штаба. В эмиграции работал таксистом, занимался литературной деятельностью. Автор романов «После урагана» (1927), «Дмитрий Оршин» (1929), «В лесу» (1930). Умер на стоянке такси. Похоронен на кладбище Пантен 30 августа 1935 г.

## Награды
Всего за годы службы награжден одиннадцатью орденами:
- 26 августа 1856 года — бронзовая медаль «В память войны 1853—1856» на Андреевской ленте
- 31 декабря 1857 года — орден Св. Станислава 3-й степени[5]
- 27 сентября 1858 года — орден Св. Анны 3-й степени[5]
- 16 декабря 1859 года — орден Св. Станислава 2-й степени [5]
- 31 октября 1861 года — орден Св. Владимира 4-й степени,
- 17 февраля 1867 — орден Св. Анны 2-й степени (вне правил о награждении этим орденом),
- 19 января 1868 года — орден Св. Анны 2-й степени с императорскою короною,
- 30 августа 1870 года — орден Св. Владимира 3-й степени,
- 12 сентября 1870 года пожалован Императором Австрийским орденом Франца Иосифа 3-й степени, Государь Император Всемилостивейше соизволил разрешить принять и носить этот знак отличия[5]
- 26 февраля 1874 года Государь Император Всемилостивейше соизволил разрешить принять и носить пожалованный Императором Австрийским командорский крест ордена Франца Иосифа 3-й степени[5]
- 8 апреля 1884 года — орден Св. Станислава 1-й степени.
- 1 января 1889 года — орден Св. Анны 1-й степени.

## Современники о Путилине
Из воспоминаний А. Ф. Кони о начальнике петербургской сыскной полиции И. Д. Путилине:

Начальник петербургской сыскной полиции Иван Дмитриевич Путилин был одной из тех даровитых личностей, которых умел искусно выбирать и, тем не менее, искусно держать в руках старый петербургский градоначальник Ф. Ф. Трепов. По природе своей Путилин был чрезвычайно даровит и как бы создан для своей должности. Необыкновенно тонкое внимание и чрезвычайная наблюдательность, в которой было какое-то особое чутьё, заставлявшее его вглядываться в то, мимо чего все проходят безучастно, соединялись в нём со спокойной сдержанностью, большим юмором и своеобразным лукавым добродушием. В Петербурге в первой половине 70-х годов не было ни одного большого и сложного уголовного дела, в розыск по которому Путилин не вложил бы своего труда. Мне наглядно пришлось ознакомиться с его удивительными способностями для исследования преступлений в январе 1873 года, когда в Александро-Невской лавре было обнаружено убийство иеромонаха Иллариона… Поздно вечером, в тот же день, мне дали знать, что убийца арестован.

## Иван Путилин в литературе и кино
Первый сборник рассказов о Путилине был выпущен в 1898 году писателем Михаилом Шевляковым, знавшим главу петербургской сыскной полиции лично.
В 1904 году И. А. Сафонов выпустил сборник «Преступления, раскрытые начальником сыскной полиции И. Д. Путилиным». Каждый рассказ этого сборника — конкретное следственное дело, что наводит на мысль об авторстве человека, имеющего опыт расследования преступлений. Возможно, что И. А. Сафонов издал рассказы, написанные самим И. Д. Путилиным.
В 1908 году рассказы о Путилине были изданы П. А. Фёдоровым в сборнике под названием «Путилин И. Д. Знаменитый русский сыщик». Это издание не было повторением сборника И. А. Сафонова, более половины рассказов ранее не издавались.
В том же году Р. Л. Антропов под псевдонимом Роман Добрый начинает публиковать целую серию рассказов, объединённых общим названием: «Гений русского сыска И. Д. Путилин. Рассказы о его похождениях».
В 1915 году Путилин стал персонажем авантюрного фильма «Сонька Золотая ручка».
В 1916 году выходит в свет двухтомник «40 лет среди убийц и грабителей. Записки первого начальника Петроградской сыскной полиции». В него были включены рассказы, изданные ранее И. Сафоновым и П. Фёдоровым, причём некоторые даны под другими названиями.
Леонид Юзефович сделал Путилина главным героем своей детективной трилогии, включающей романы «Костюм Арлекина» (первое название — «Ситуация на Балканах», второе — «Триумф Венеры»), «Дом свиданий» (первый вариант — «Знак семи звёзд») и «Князь ветра». По его романам были сняты фильм «Сыщик Петербургской полиции» (1991), где Путилина сыграл Пётр Щербаков, и сериал «Сыщик Путилин» (2009) с Владимиром Ильиным в главной роли.
В 2015 году Иван Дмитриевич Путилин стал главным героем цикла «Новые Приключения Путилина», состоящего из четырех романов ( «Убийство в Невском переулке», «Происшествие на Курляндской улице», «Находка на станции Стрельна», «Злодейство в питейном заведении»), одной повести («Дело о жёсткосердных атаманах») и сборника из 47 рассказов петербургского писателя Игоря Владимировича Москвина, написанных о расследовании реальных преступлений, упоминаемых во Всеподданнейших отчётах Санкт-Петербургского градоначальника.
В 2016 году была учреждена медаль имени И. Д. Путилина для сотрудников МВД Российской Федерации. В соответствии с приказом министра внутренних дел РФ за № 415 от 7 апреля 2015 года Белгородскому юридическому институту МВД России присвоено почётное наименование «имени Ивана Дмитриевича Путилина».

## Сочинения
- 40 лет среди убийц и грабителей: Записки первого начальника Петроградской сыскной полиции И. Д. Путилина. — Т. 1. — Петроград; Москва: Рубикон, 1916 (Петроград). — 198 с.
- 40 лет среди убийц и грабителей: Зап. первого нач. Петрогр. сыскной полиции И. Д. Путилина. — Т. 2. —  Петроград; Москва: Млечный путь, 1916. — 205 с.